# Metopius pulchellus
Metopius pulchellus là một loài tò vò trong họ Ichneumonidae.